# جيرهارد بيدرسن
جيرهارد بيدرسن (بالدنماركية: Gerhard Pedersen)‏ (9 أبريل 1912 – 4 يونيو 1987) هو ملاكم دنماركي راحل، مثّل بلاده في الألعاب الأولمبية الصيفية 1936.

## روابط خارجية
جيرهارد بيدرسن على موقع بوكس ريك (الإنجليزية) (registration required)
- جيرهارد بيدرسن على موقع أوليمبيديا (الإنجليزية)